# AP-2 (Spanje)
De AP-2 of Autopista del Nordeste (Catalaans: Autopista del Nord-Est) is een autosnelweg en tolweg in Spanje, onderdeel van de Europese route E-90 en een belangrijke verbinding tussen Madrid en Barcelona en tussen de noordkust en de oostkust van het land. De weg, die een lengte heeft van 215 kilometer, loopt van Alfajarín naar El Vendrell.
Deze autosnelweg is aangelegd tussen 1974 en 1979 als onderdeel van de Autopista del Ebro, een autosnelwegproject tussen Bilbao in Baskenland en Barcelona in Catalonië, dat een snelle verbinding moest creëren tussen de Spaanse noord- en oostkust parellel aan de rivier de Ebro. Het westelijke gedeelte hiervan draagt thans het wegnummer AP-68.
De AP-2 is een van de twee varianten van de snelwegverbinding Madrid - Barcelona die via Zaragoza lopen. De andere variant is de A-2. Het verschil tussen deze varianten is dat de ene als autovía uitgevoerd is met veel afritten en daardoor geschikter voor lokaal verkeer en de andere als autopista uitgevoerd is met weinig afritten en daardoor geschikter voor transitverkeer. De gebruiker van de AP-2 moet tolgeld betalen maar daarvoor krijgt het een goed doorstromende autosnelweg terug waar weinig lokaal verkeer rijdt en daarnaast veel verzorgingsplaatsen langs liggen.

## Traject
De AP-2 begint ongeveer 17 kilometer ten oosten van Aragon hoofdstad Zaragoza, bij de voorstad Alfajarín als zijtak van de A-2. Nadat de weg de Ebro-vallei verlaat komt het door zeer dunbevolkt gebied tot het de regiogrens met Catalonië wordt bereikt. De overgang naar Catalonië wordt hier gekenmerkt door een landschappelijke overgang die gevormd wordt door de groene valleien van de Cinca en de Segre. De AP-2 passeert de stad Lleida aan de zuidkant en loopt dan nog ongeveer 100 kilometer verder richting de Middellandse Zeekust, noordelijk langs Valls. Bij El Vendrell eindigt de weg met een knooppunt op de AP-7, de kustsnelweg, die verder richting Barcelona/Frankrijk of Tarragona/Valencia leidt.
Parallel aan een groot gedeelte van de AP-2 loopt de hogesnelheidslijn AVE van Madrid naar Barcelona.

## Tol
De AP-2 is volledig een tolweg. Tol wordt hier geheven via een ticket-systeem: bij het oprijden trekt de gebruiker een ticket en men betaalt bij het verlaten. Hiervoor zijn speciale tolpleinen aangelegd. Aan de hand van de locatie waar het ticket is getrokken wordt bepaald hoeveel de gebruiker moet betalen.
De concessie over de tolweg is verleend aan de wegbeheerder Acesa.